# Cetuximab
O cetuximab é um anticorpo monoclonal quimérico humano-murino que compete na ligação ao domínio extracelular do EGFR (epidermal growth factor receptor) prevenindo a sua ativação por ligantes endógenos. O complexo receptor-anticorpo é internalizado na célula e degradado, o que resulta numa diminuição (down-regulation) da expressão do EGFR pelas células.
Tem sido utilizado no tratamento no câncer colorretal metastático e no câncer de cabeça e pescoço recorrente, tanto como primeira linha (associado a derivados da platina) quanto como segunda linha nos casos de falência do tratamento inicial.